# Павло
Павло́ — християнське чоловіче ім'я. В Україні походить через церковнослов'янське і грецьке посередництво від давньоримського когномена або від особового імені Paulus («Пауль»), утвореного від лат. paulus («невеликий», «малий»). Жіноча форма — Павла.
Українські зменшені форми — Павлусь, Павлусько, Павлусенько, Павлусик, Павлусичок, Павлунь, Павлуня, Павлуньо, Павлик, Павличко, Павлонько, Павлій, Павлиш, Павлуша, Павлушка, Пава, Павка, Паша, Пашген.

## Іменини
- За православним календарем (новий стиль) — 12 липня, 10 серпня, 12 серпня, 17 серпня, 30 серпня, 10 вересня, 12 вересня, 17 вересня, 23 вересня, 8 жовтня, 16 жовтня, 17 жовтня, 23 жовтня, 4 листопада, 19 листопада, 11 грудня, 20 грудня, 28 грудня.

## Особи

### Святі
- Павло (апостол) — один з 12 апостолів Ісуса Христа.

### Папи
- Павло I — римський папа (757—767).
- Павло II — римський папа (1464—1471).
- Павло III — римський папа (1534—1549).
- Павло IV — римський папа (1555—1559).
- Павло V — римський папа (1605—1621).
- Павло VI — римський папа (1968—1978).
- Іван Павло I — римський папа (1978).
- Іван Павло II — римський папа (1978—2005).

### Патріархи
- Павло Самосатський — антіохійський патріарх (260—272).
- Павло (Паулін) II — антіохійський патріарх (362—388).
- Павло II (III) Антіохійський — антіохійський патріарх (518—520).
- Павло II Чорний — сирійський антіохійський патріарх (564—575).

### Єпископи
- Павло (Лебідь) — митрополит УПЦ МП
- Павло (Пономарьов)
- Павло (Василик) — єпископ УГКЦ
- Павло (Конюшкевич) — єпископ
- Павло (Юристий) — єпископ ПЦУ

### Росія
- Павло I — російський імператор (1796—1801).

### Україна
- Павло Бут — гетьман нереєстрового запорізького козацтва.
- Павло Вірський — український хореограф.
- Павло Грабовський — український письменник.
- Павло Загребельний — український письменник.
- Павло Полуботок — гетьман України.
- Павло Русин — український поет.
- Павло Скоропадський — гетьман Української Держави (1918).
- Павло Тичина — український поет.
- Павло Тетеря — гетьман Правобережної України (1663—1665).
- Павло Чубинський — український етнограф, фольклорист.

### Інші
- Павло Алеппський — церковний діяч, мандрівник, письменник.
- Пабло Пікассо (1881—1973) — іспанський і французький художник
- Пол Маккартні (нар. 1942) — британський музикант

## Інше
- Павло-Чокрак — джерело у верхів'ї річки Кучук-Карасу, Крим
- Сан-Паулу — місто в Бразилії, назване на честь апостола Павла